# Monoctonus
Monoctonus is een geslacht van parasitoïde insecten uit de familie van de schildwespen (Braconidae), onderfamilie Aphidiinae. Het zijn kleine vliesvleugelige insecten waarvan de larven parasiteren in bladluizen, die ze geleidelijk van binnenuit opeten, waarna ze verpoppen en uitvliegen. Vanwege dit gedrag zijn sommige soorten bruikbaar bij de biologische bestrijding van in de land- en tuinbouw schadelijke bladluizen.
De wetenschappelijke naam Monoctonus werd voor het eerst geldig gepubliceerd door Alexander Henry Haliday in 1833. Haliday beschreef Monoctonus aanvankelijk als een ondergeslacht van Aphidius. Als soorten noemde hij Aphidius Monoctonus nervosus en A.M. caricis. In dezelfde publicatie beschreef Haliday nog de volgende ondergeslachten van Aphidius: Ephedrus, Trionyx (later veranderd in Toxares; Trionyx was reeds in gebruik voor een geslacht van schildpadden, benoemd door Étienne Geoffroy Saint-Hilaire), Praon en Trioxys.

## Soorten
Volgens Encyclopedia of Life behoren volgende soorten tot het geslacht Monoctonus:
- Monoctonus allisoni Pike & Stary 2003
- Monoctonus campbellianus Pike & Stary 2000
- Monoctonus caricis (Haliday, 1833)
- Monoctonus cerasi (Marshall, 1896)
- Monoctonus crepidis (Haliday, 1834)
- Monoctonus fotedari Bhagat, 1981
- Monoctonus gallicus Stary, 1977
- Monoctonus hispanicus Tizado, 1992
- Monoctonus leclanti Tomanovic & Stary 2002
- Monoctonus ligustri van Achterberg, 1989
- Monoctonus longiradius Takada, 1966
- Monoctonus mali van Achterberg, 1989
- Monoctonus nervosus (Haliday, 1833)
- Monoctonus pacificus Pike & Stary 2000
- Monoctonus pseudoplatani (Marshall, 1896)
- Monoctonus similis Stary & Schlinger, 1967
- Monoctonus tianshanensis Stary, 1978
- Monoctonus washingtonensis Pike & Stary, 1995
- Monoctonus woodwardiae Stary & Schlinger, 1967